# Còlquic
El còlquic (Colchicum autumnale), és una espècie de planta amb flors del gènere Colchicum dins la família de les colquicàcies.
Addicionalment pot rebre els noms de baladre, còlquic ver, cucuts, flor de Sant Miquel, polleta, safrà bord, safranera borda i safranó. També s'han recollit les variants lingüístiques còlxic i veladre.
És una planta verinosa per als humans, tot i que principalment afecta els ramats que se la mengen quan pasturen.
A Catalunya es troba entre la muntanya mitjana i l'alta muntanya en zones humides i subhumides, és típica dels prats.

## Descripció
El nom de l'espècie autumnale fa referència al fet que floreix i es fecunda a la tardor.
La planta creix a partir d'una estructura bulbosa anomenada corm des d'on surten unes fulles obtuses de 60 cm de llarg per 5 cm d'ample que són de color verd fosc. Les flors són de color rosa o lila apareixen solitàries o en grups i presenten 6 tèpals soldats en forma de tub. El fruit és en forma de càpsula.
S'utilitza com a planta medicinal (el corm i els fruits capsulars), sota control mèdic, per raó dels seus components principals la colquicina (contra la gota i els efectes de l'esclerosi múltiple) i el colquicòsid (com a relaxant muscular en les contractures musculars).
També s'utilitza en millora genètica per la propietat d'induir al poliploidisme.
En haver una gran demanda dels components de la planta per la indústria farmacèutica, fornida fins ara de la recol·lecció de plantes silvestres, s'intenta el conreu del còlquic que presenta grans dificultats. Hi ha grans dificultats en la reproducció asexual vegetativa i a més la germinació de les càpsules és pràcticament nul·la.

## Galeria

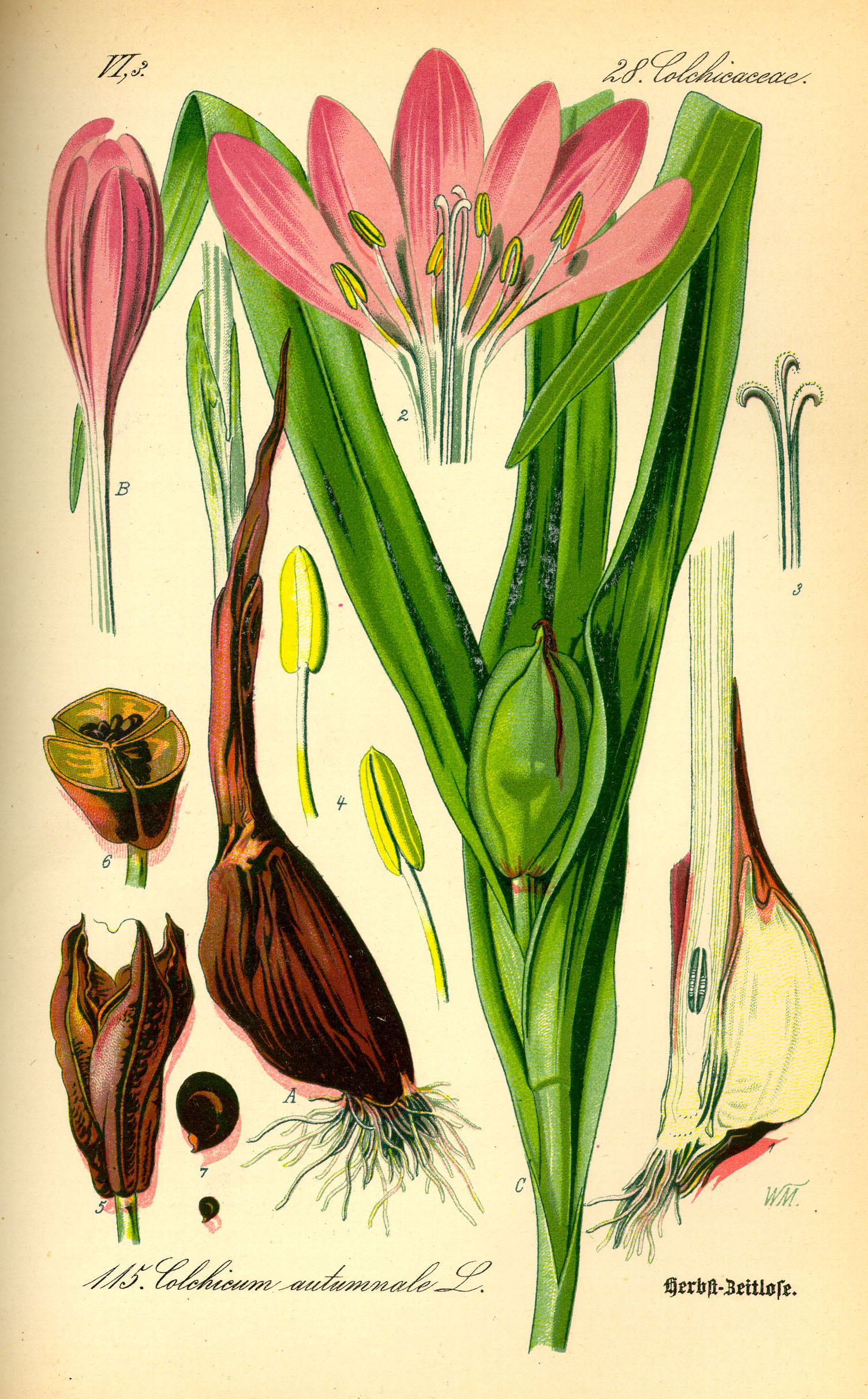
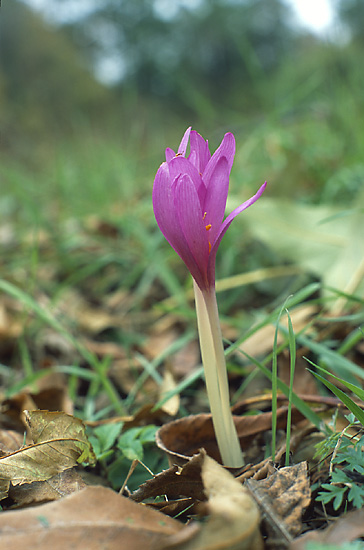
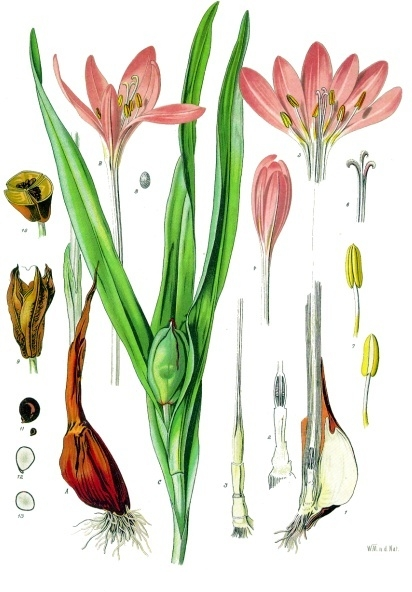
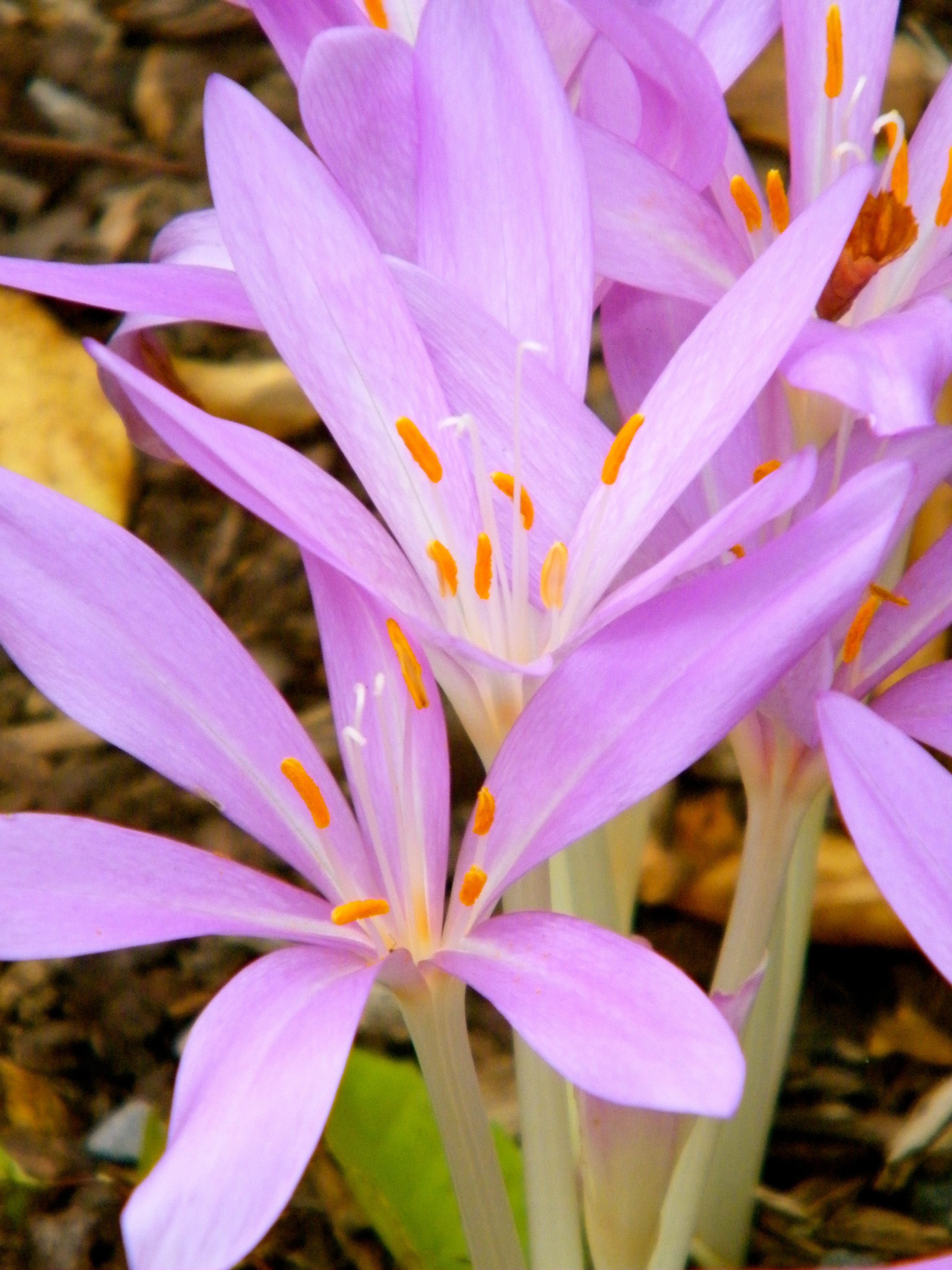